# Japans Grand Prix 1992
Japans Grand Prix 1992 var det femtonde av 16 lopp ingående i formel 1-VM 1992.

## Resultat
1. Riccardo Patrese, Williams-Renault, 10 poäng
2. Gerhard Berger, McLaren-Honda, 6
3. Martin Brundle, Benetton-Ford, 4
4. Andrea de Cesaris, Tyrrell-Ilmor, 3
5. Jean Alesi, Ferrari, 2
6. Christian Fittipaldi, Minardi-Lamborghini, 1
7. Stefano Modena, Jordan-Yamaha
8. Aguri Suzuki, Footwork-Mugen Honda
9. JJ Lehto, BMS Scuderia Italia (Dallara-Ferrari)
10. Pierluigi Martini, BMS Scuderia Italia (Dallara-Ferrari)
11. Ukyo Katayama, Larrousse-Lamborghini
12. Nicola Larini, Ferrari
13. Emanuele Naspetti, March-Ilmor
14. Gianni Morbidelli, Minardi-Lamborghini
15. Michele Alboreto, Footwork-Mugen Honda

### Förare som bröt loppet
- Nigel Mansell, Williams-Renault (varv 44, motor)
- Mika Häkkinen, Lotus-Ford (44, motor)
- Bertrand Gachot, Larrousse-Lamborghini (39, kollision)
- Erik Comas, Ligier-Renault (36, motor)
- Jan Lammers, March-Ilmor (27, koppling)
- Mauricio Gugelmin, Jordan-Yamaha (22, snurrade av)
- Johnny Herbert, Lotus-Ford (15, växellåda)
- Michael Schumacher, Benetton-Ford (13, växellåda)
- Olivier Grouillard, Tyrrell-Ilmor (6, snurrade av)
- Thierry Boutsen, Ligier-Renault (3, växellåda)
- Ayrton Senna, McLaren-Honda (2, motor)

## VM-ställning
| Förarmästerskapet 1. Nigel Mansell, Williams-Renault, 108 2. Riccardo Patrese, Williams-Renault, 56 3. Ayrton Senna, McLaren-Honda, 50 | Konstruktörsmästerskapet 1. Williams-Renault, 164 2. McLaren-Honda, 89 3. Benetton-Ford, 81 |